# Xanthippe (género)
Xanthippe es un género de ácaros perteneciente a la familia Ascidae.

## Especies
- Xanthippe clavisetosa Naskrecki & Colwell, 1995
- Xanthippe hendersoni Naskrecki & Colwell, 1995